# Kalle Wallner
Karlheinz „Kalle“ Wallner (* 25. Juni 1972 in Freising) ist ein deutscher Gitarrist. Er ist Gründungsmitglied der 1996 gegründeten Band RPWL, Solokünstler und Mitinhaber eines Musiklabels und eines Musikstudios.

## Leben

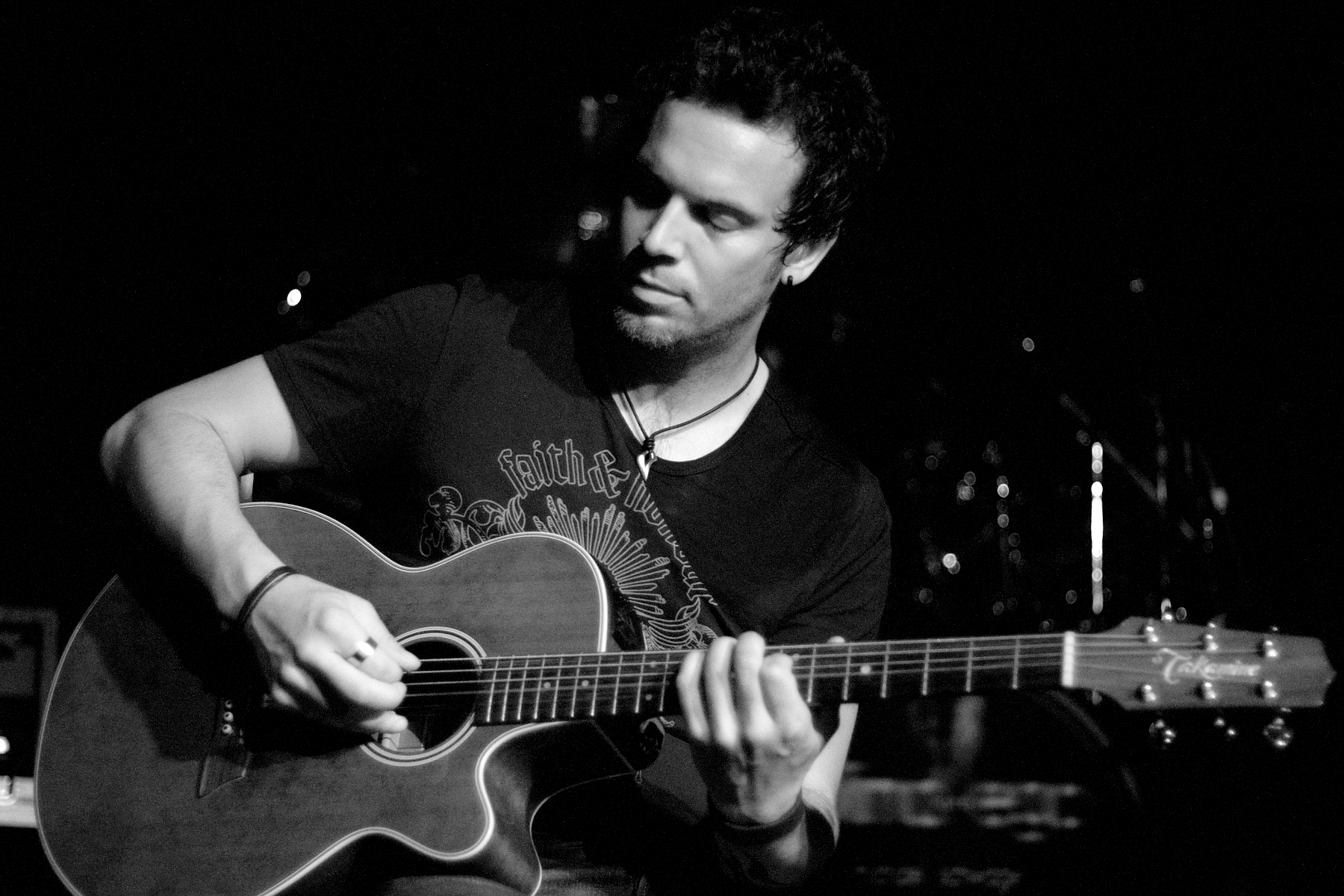
Kalle Wallner 2009 (Blind Ego)

Seine ersten musikalischen Erfahrungen erlangte Kalle Wallner bereits im Alter von sechs Jahren, als er Unterricht in klassischer Gitarre bekam. Ab 1982 besuchte er das musische Camerloher-Gymnasium in Freising, wo er Unterricht in Violine bekam und später Mitglied im Schulorchester wurde. 1983 erhielt er seine erste E-Gitarre und gründete seine erste Band, danach folgten diverse lokale Bands und Auftritte.
Nach dem 1991 abgelegten Abitur leistete er seinen Zivildienst beim Roten Kreuz Freising. 1991 nahm er mit erst 19 Jahren bereits die erste CD seiner damaligen Band „Violet District“ im Studio von Produzent Yogi Lang auf. Das Album Terminal Breath wurde 1992 im Eigenvertrieb veröffentlicht. Von 1992 bis 1994 absolvierte er ein Studium der Psychologie an der Universität Regensburg, das er mit dem Vordiplom abschloss. Von 1994 bis 1996 studierte er schließlich am Munich Guitar Institute (MGI) in München.
Ab 1996 arbeitet Wallner als Studio- und Live-Gitarrist in verschiedenen Bands und Projekten und unternahm seinen ersten Auftritt mit einer Band, die 1997 den Namen RPWL erhielt (aus Anlass der Wiedereröffnung des Lindenkellers Freising). 1999 gründete er zusammen mit RPWL-Bandkollege Yogi Lang die „Farm-Studios“, um das erste RPWL-Album God Has Failed zu produzieren, das 2000 erschien. Dort wurden bis 2017 insgesamt 15 RPWL-Alben produziert, die bis 2010 zunächst bei den Labeln Tempus Fugit bzw. Inside Out erschienen waren.
Seit 2000 macht Wallner eigene Produktionen und komponiert für zahlreiche andere Künstler und Firmen, u. a. Fendt, Dr. Spiller. Zwischen 2003 und 2010 betrieb er u. a. zusammen mit Yogi Lang die Firma Farmlands, die nicht nur als Label und Booking- bzw. Event-Agentur, sondern auch als Tonstudio und Event-Veranstalter fungierte; diese Firma gründete u. a. das Uferlos-Festival in Freising.
2007 hob Wallner sein Solo-Projekt „Blind Ego“ aus der Taufe, mit dem er noch im selben Jahr das Album Mirror veröffentlichte, auf dem sich ein unveröffentlichter Track von Violet District befindet. Auf dem Album wirken als Gäste die englischen Musiker John Mitchell (It Bites) und Paul Wrightson (Ex-Arena) mit. Von 2008 bis 2014 war Wallner Gitarrist der österreichischen Band Cama. 2009 veröffentlichte er das zweite Blind-Ego-Album Numb, u. a. mit Sepultura Schlagzeuger Iggor Cavalera und erneut Paul Wrightson als Gast. Bassist auf den ersten beiden Blind-Ego-Alben war der Engländer John Jowitt (IQ, Arena, Frost*).
2010 gründete Wallner mit Yogi Lang das Label „Gentle Art of Music“. Erste Veröffentlichung des Labels war das Album Terminal Breath von „Violet District“ als Wiederveröffentlichung auf Vinyl. Seit Gründung hat dieses Label mit dem Vertrieb Soulfood mehr als 50 Alben veröffentlicht, darunter die seit 2010 erschienenen RPWL-Alben, und 20 Künstler unter Vertrag genommen.
2016 erschien das dritte Solo-Album von Blind Ego namens Liquid, u. a. mit den Sängern Arno Menses (Subsignal), Erik Ez Blomkvist (Ex-Dreamscape) und Aaron Brooks (Simeon Soul Charger), sowie dem Bass-Trio Sebastian Harnack (Sylvan), Ralf Schwager (Subsignal) und Heiko Jung (Panzerballett). Zugleich veröffentlichte Wallner die Single Blackened. Blind Ego unternahm 2017 eine Europa-Tour und veröffentlichte auf YouTube ein komplettes Konzert, das im Logo in Hamburg gedreht worden war. Am 10. November 2017 ist das Live-Album Liquid Live von Blind Ego erschienen, das die CD Live at Loreley und die DVD Live at Logo Hamburg (identisch mit dem YouTube-Video) enthält.

## Familie
2013 heiratete Wallner. Er lebt und arbeitet seitdem sowohl in Freising als auch in der Nähe von Innsbruck in Österreich.

## Equipment
Kalle Wallner spielt vorzugsweise Gitarren des deutschen Herstellers Nik Huber Guitars und Gitarrenverstärker der deutschen Firma Diezel Amplification. Die Verbindung Wallners zu Nik Huber Guitars wird in dem 2017 erschienenen Video Blind Ego - From Idea To Reality: The Story So Far dokumentiert.

## Diskografie

### Solowerke (Blind Ego)

#### Alben

##### Studio-Alben
- 2007: Mirror (Red Farm Records/Farmlands Music; 2011 remastert, Gentle Art of Music/Soulfood, enthält zwei zusätzliche Bonustracks)
- 2009: Numb (Red Farm Records/Farmlands Music; 2011 remastert, Gentle Art of Music/Soulfood, enthält einen zusätzlichen Bonustrack)
- 2016: Liquid (Gentle Art of Music/Soulfood)
- 2020: Preaching To The Choir (Gentle Art of Music/Soulfood)
- 2022: Voices (Gentle Art of Music)
- 2024: The Hunting Party  (Gentle Art of Music/Soulfood)

##### Live-Alben
- 2017: Liquid Live (Gentle Art of Music/Soulfood), enthält die CD Live at Loreley und die DVD Live at Logo Hamburg

#### Videos

##### Musik-Videos
- 2016: Blackened (Regie: Sebastian Harnack)

##### Live-Videos
- 2017: Live at Logo, Hamburg (full concert)

##### Dokumentationen
- 2017: Blind Ego - From Idea To Reality: The Story So Far

### Mit RPWL (Auszug)

#### Studioalben
- 2000: God Has Failed (Tempus Fugit)
- 2002: Trying to Kiss the Sun (Tempus Fugit/Point Music)
- 2003: Stock (Tempus Fugit/SPV/InsideOut; CD und DVD)
- 2005: World Through My Eyes (Tempus Fugit/SPV/InsideOut; als Audio-CD und Hybrid-SACD/CD mit Bonus-Track erschienen)
- 2007: 9 (Eigenvertrieb; Limited Edition - 999 Exemplare)
- 2008: The RPWL Experience (Tempus Fugit/SPV/InsideOut)
- 2010: The Gentle Art of Music (Gentle Art of Music/Soulfood/BMG; Doppel-CD)
- 2012: Beyond Man and Time (Gentle Art of Music/Soulfood/BMG; als Audio-CD und als limitierte Doppel-CD mit Hörbuch erschienen)
- 2014: Wanted (Gentle Art of Music; als Audio-CD und als limitierte Doppel-CD+DVD-Box sowie als Vinyl-Doppel-Album erschienen)

#### Livealben
- 2005: Start the Fire (Tempus Fugit/SPV/InsideOut; Live-Aufnahme, Doppel-CD)
- 2009: The RPWL Live Experience (Metal Mind Productions; Live-Aufnahme, als Doppel-CD, DVD und Doppel-CD+DVD-Box erschienen)
- 2013: A Show Beyond Man and Time (Metal Mind Productions; Live-Aufnahme, als Doppel-CD und DVD erschienen)
- 2015: RPWL plays Pink Floyd (Gentle Art of Music; Live-Aufnahmen)
- 2016: RPWL Plays Pink Floyd's 'The Man And The Journey'  (Gentle Art of Music; Live-Album bestehend aus CD und DVD)
- 2017: A New Dawn (Gentle Art of Music; Live-Album, veröffentlicht als Blu-Ray, DVD, Doppel-CD, Triple-Vinyl und als limitierte Sammlerbox)

### Mit Violet District
- 1992: Terminal Breath (Eigenvertrieb)
- 2000: Terminal Breath (Tempus Fugit; Neubearbeitung des Albums aus dem Jahr 1992 mit Live-CD aus dem Jahr 1996)
- 2010: Terminal Breath (Gentle Art of Music/Soulfood; Wiederveröffentlichung auf Vinyl)

### Mit Cama

#### Singles
- 2008: In This Life
- 2009: Fade Away
- 2009: Walk with You
- 2010: 25 Years
- 2011: Bye Bye Summer
- 2011: Times of Our Lives

#### Alben
- 2009: A Handful of Songs
- 2010: Another Handful of Songs